# God Hates Us All
God Hates Us All (с англ. — «Бог ненавидит всех нас») — девятый студийный альбом трэш-метал-группы Slayer, который появился в продаже в день трагедии в США 11 сентября 2001 года. God Hates Us All был записан в течение трёх месяцев в студии The Warehouse Studio в Канаде. Альбом был выпущен позже, чем планировалось, из-за проблем с обложкой, трудностей во время записи, а также смены продюсера группы. Диск занял 28-е место в хит-параде Billboard 200, песня «Disciple» была номинирована на премию «Грэмми».
Керри Кинг написал большую часть текстов песен, переосмысливая такие традиционные темы творчества группы, как религия, убийства, месть и самообладание, которые, по его мнению, могли коснуться каждого.
При записи альбома группа экспериментировала со звучанием: музыканты опустили гитарный строй ещё ниже, а также впервые использовали семиструнные гитары. В стилистическом плане God Hates Us All является продолжением Diabolus in Musica и был записан под влиянием ню-метала.

## Предыстория
Со времён альбома Reign in Blood, ставшего «золотым» по версии RIAA, и по мнению критиков являющимся одним из наиболее влиятельных и экстремальных альбомов жанра трэш-метал, Slayer существенно изменили свой музыкальный стиль. В 1998 году вышел альбом Diabolus in Musica, на котором музыканты отошли в сторону звучания ню-метала. По мнению барабанщика Пола Бостафа, Diabolus in Musica стал «самым экспериментальным альбомом Slayer». Диск получил неоднозначные отзывы, но, несмотря на это, уже за первую неделю разошёлся в количестве, превышающем 46 000 экземпляров, что позволило ему занять 31-ю позицию в Billboard 200.
После выпуска Diabolus in Musica участники Slayer хотели сделать нечто более агрессивное, с новым подходом к творчеству, причём не только к стилю исполнения, но и к текстам песен. По словам гитариста Керри Кинга, на своём новом альбоме Slayer хотели высказаться о том, «что до сих пор недовольны современным миром и что играем свою музыку лучше, чем когда бы то ни было». Группа старалась сделать тексты песен более личными, чем раньше. Комментируя альбом, Керри Кинг говорил: «Раньше, раздражённые чем бы то ни было, мы, как правило, абстрактно говорили о своем недовольстве. Я брал в руки словарь и находил очередную мишень для своих обвинений. На новом диске мы хотели бы изменить свою тактику — предстать более разговорчивыми». Slayer пытались максимально разнообразить содержание композиций, сделав их при этом более доступными для понимания и лишёнными сатанинских и сверхъестественных элементов.
Группа начала писать тексты для нового альбома ещё до своего выступления на фестивале Ozzfest в 1999 году, однако в этот период работа каждые три-четыре месяца прерывалась в связи с участием группы в фестивале Ozzfest, а также международными гастролями «Tattoo the Earth» вместе со Slipknot. Гитарист Джефф Ханнеман позднее говорил: «Мы начали работать над этой пластинкой сразу после возвращения из гастрольного тура, перед фестивалем Ozzfest’99.
Каждые три-четыре месяца нас что-то отвлекало, уводило в сторону, мешая закончить работу. Мы должны были сделать перерыв, чтобы выучить материал для OzzFest, затем вернуться, поработать несколько месяцев, записать песню („Here Comes The Pain“), выступить на Tattoo the Earth tour. Через несколько месяцев нам предложили записать песню „Bloodline“, и это был последний перерыв».
Спустя почти три года с момента выпуска Diabolus In Musica, и участий в таких фестивалях как Touring Till Death, Tattoo the Earth и Ozzfest, Slayer вернулись с новым альбомом God Hates Us All, в который они вложили всю свою злобу и агрессию. По словам Кинга, новый диск стал «самым тяжёлым альбомом за всю карьеру коллектива<…> Все альбомы Slayer злобны по-своему, но этот, новый, просто кипит злостью, так как мы говорим о наболевшем, о том, что у нас на душе. Мы как бы говорим о том, что нас всех жестоко обманули, что нашим миром правит глупость».

## Запись альбома
Вернувшись с гастролей, Slayer сразу же решили приступить к записи нового альбома. Исполнительный продюсер Рик Рубин был слишком занят, чтобы работать со Slayer, и чувствовал, что не сможет эффективно участвовать в записи. Вокалист и бас-гитарист группы Том Арайа вместе с гитаристом Керри Кингом сами чувствовали, что им нужно искать нового продюсера. Позже Керри Кинг отметил в интервью с журналом Guitar World: «Я хотел бы работать с кем-то, остающимся „в теме“ тяжелой музыки, но Рубин уже отошёл от этого. Я хотел бы работать с тем, кто знает, что сегодня в моде, знает, что имеет спрос, знает новые приёмы и будет держать меня в курсе всего этого».
«Хайд контролировал каждый шаг работы, держа руку на пульсе. Ему нравится наша группа и наша музыка. Он чувствовал то, что мы пытались достичь, прежде чем успевали сообщить ему. Он знал обо всем. Я говорю людям, что он — Бог».
Рубин рекомендовал музыкантам двух продюсеров, с первым из которых группа не работала ранее; более того, по словам Ханнемана, продюсер не был достаточно «опытным и осведомлённым». В результате Slayer остановили свой выбор на втором кандидате — Мэтте Хайде, который ранее работал со Slayer над синглом «Bloodline» (он появился в фильме «Дракула 2000»). Группе понравилась работа с Хайдом, и в результате музыканты пригласили его продюсировать альбом. Песня «Bloodline» была также задействована в фильме «Законопослушный гражданин» 2009 года. Песня «Here Comes the Pain» первоначально была написана почти за два года до выпуска God Hates Us All и появилась на сборнике WCW Mayhem: The Music в 1999 году, а после была использована в качестве темы, открывающей реслинговое шоу WCW Thunder в финальном эпизоде, снятом в марте 2001 года.
Сначала музыканты планировали записать God Hates Us All в одной из студий в Голливуде, однако в итоге группа переехала в канадский Ванкувер, поскольку записать альбом там было значительно дешевле. Хайд порекомендовал музыкантам студию The Warehouse Studio, принадлежащую Брайану Адамсу.
Студию подвергли существенным изменениям, чтобы сделать её похожей на «дом для Slayer»; до этого, по словам Кинга, в студии работал «несерьёзный канадский поп-певец». На полу студии появились нарисованные мелом очертания человеческой фигуры (как на месте, где произошло убийство), также везде были расставлены курильницы, свечи, огни, черепа, на стенах были развешаны порнографические изображения. На дверях студии разместили два плаката с изображением двух средних пальцев. Том Арайа говорил: «Это было студийной обстановкой группы Slayer. У нас стояла красная голова дьявола на одной из колонок, а на другой череп. Подобными вещами мы заставили студию. Жуткая хрень, благодаря которой чувствуешь себя, как дома».
Для записи, производства и сведения альбома Хайд использовал автоматизированное рабочее место с цифровой звукозаписью Pro Tools. Slayer практически не использовали компьютерных эффектов, сделав исключение лишь для небольшого количества дилэй и дисторшна. Как и в случае с предыдущей записью, ударные были записаны первыми. Барабанщик Пол Бостаф следовал простому принципу, предложенному Рубином: «Играть так, как будто студия сейчас развалится, но при этом не разрушить её». Для записи песен «Warzone» и «Here Comes the Pain» музыканты впервые использовали семиструнные гитары в строй A#. Кинг решил использовать гитары фирмы B.C. Rich, которая, в свою очередь, произвела для него личную модель гитары KKV. После записи одной из песен Кинг сказал, что «нет смысла менять настройки всего для одной песни», добавив, что «не нужно быть мастером, чтобы сочинить рифф на семиструнной гитаре». Четыре композиции были записаны в строе Dropped B, а остальные песни альбома — в строе C#.

## Тексты песен
Ключевыми темами на God Hates Us All являются религия, убийство, месть и самообладание. Керри Кинг написал большинство текстов, в основе которых лежат обычные ситуации, с которыми мог столкнуться каждый. Альбом лишился сатанинских мотивов и «привычных Подземелий и Драконов», являвшихся темой предыдущих записей группы. Об этом Кинг упомянул в интервью для журнала Guitar World: «Я, определённо, хотел добавить этому альбому больше реализма и глубины. God Hates Us All — не антихристианская строчка; это идея, с которой, думаю, многие сталкиваются ежедневно. Вы живёте своей нормальной жизнью, и вдруг вас сбивает машина, или у вас умирает собака. И вы чувствуете: „Бог действительно ненавидит меня сегодня“».
Названием для нового альбома группы послужили строки из песни «Disciple» («Ученик»), в которой говорится о терроризме, войнах, самоубийствах, насилии. Основная задумка композиции — показать абсолютное бездействие Бога по отношению к страданиям людей. Песня «Threshold» — о достижении собственного предела, об абсолютной потере разума, стремлении человека к насилию, которое он «не в силах контролировать»; оно «изрыгается из него», въедается «под кожу». «Cast Down» — песня о падшем Ангеле, «подсевшем» на наркотики, которого скоро «кровь лишит жизни». Главной идеей «God Send Death» и «Deviance» является убийство людей ради удовольствия. Эти две песни были полностью написаны Ханнеманом. Внимательно изучив и прочитав несколько книг про серийных убийц, Ханнеман сделал вывод, что мог бы убить человека, если бы тот, действительно «вывел [его] из себя», и решил, что не смог бы убить кого-то из-за денег или власти. Позже он признался, что пытался понять убийц, посмотреть на них «изнутри… почему они совершают это? Не будучи озлобленными, а лишь ради чувства собственного удовлетворения. Я лишь хотел понять их мышление».
Том Арайа также занимался чтением книг о серийных убийцах, в том числе, он прочитал книгу Гордона Бёрна Happy Like Murderers: The Story Of Fred And Rosemary West 1998 года. Арайа искал вдохновение, которое помогло бы ему добиться убедительного и жёсткого звучания вокала. В последних альбомах Арайа пел «чрезмерно (over-the-top)» высоко, в то время как на предыдущих альбомах, по словам Кинга, стиль вокала был более «агрессивным». Это привело к тому, что один из критиков журнала Kerrang! Джейсон Арнопп описал песни альбома как «содержащие неприятные и оскорбительные выражения, звучащие так, как будто D-12 и Клан Сопрано обмениваются любезностями».

## Обложка и название альбома

Оборот диска God Hates Us All

Часть буклета, выпускаемого с дисками альбома

Первоначально группа планировала назвать альбом Soundtrack to the Apocalypse. Однако, Арайа считал, что данное название лучше использовать для бокс-сета, который группа выпустила в 2003 году. Для этого же альбома Арайа предложил название God Hates Us All. Выражение «Бог ненавидит нас всех» было взято из песни «Disciple», в которой оно несколько раз выкрикивается во время припева.
Участники метал-группы Pantera предложили использовать фразу «Бог ненавидит всех нас» в качестве дизайна футболки, после того как Кинг исполнил песню с группой. Кинг согласился, хотя и думал, что фраза станет поводом для критики, как и название альбома.
На оригинальной обложке альбома изображена Библия, с вбитыми в неё гвоздями, расположенными в виде пятиконечной звезды. Книга вся в крови, а в её центре выжжена надпись «Slayer». В буклете к альбому рядом с текстами песен изображены отрывки из библейской книги Иова, частично зачёркнутые чёрным маркером. На обороте диска изображены куски сожжённых страниц Библии. Идея была предложена и реализована звукозаписывающей компанией группы. Кинг хотел большую часть времени и внимания уделить именно дизайну обложки. Задумка Кинга заключалась в том, чтобы показать вбитые в Библию гвозди в форме пентаграммы, с нацарапанными ключевыми словами из библейских стихов, как будто это было сделано социопатом, знавшим, где расположено каждое слово. Позже Кинг жаловался, что результат получился «типичным», а «звукозаписывающая компания и понятия не имела, что нужно было сделать, …[обложка] выглядит так, как будто семиклассник испортил Библию».
После того как тираж был готов, диски с данным изображением были готовы к продаже в крупных торговых точках в США, однако выпуск альбома пришлось отсрочить до 11 сентября 2001 года, в частности, из-за того, что оригинальный вариант обложки подвергся критике. Многие магазины отказались продавать альбом из-за того, что сочли изображение на оригинальной обложке богохульством. Во избежание проблем с продажей альбома, группе пришлось сделать слипкейсы, со вторым цензурным вариантом обложки, после чего диски поступили в продажу.

## Выпуск и критика альбома
| Совокупная оценка    | Совокупная оценка |
| Источник             | Оценка            |
| -------------------- | ----------------- |
| Metacritic           | (80/100)          |
| Оценки критиков      |                   |
| Источник             | Оценка            |
| AllMusic             | [ 32 ]            |
| CMJ                  | Положительный     |
| Entertainment Weekly | B+                |
| Los Angeles Times    | Положительный     |
| Music Week           | Положительный     |
| PopMatters           | [ 31 ] [ 37 ]     |
| Robert Christgau     | [ 38 ]            |
| Rolling Stone        | [ 39 ]            |
| Spin                 | 8/10              |
| Yahoo! Music UK      | [ 41 ]            |
| Rock Hard            | 8/10              |
| Kerrang!             | [ 25 ]            |

Официально дата выхода альбома была назначена на 10 июля 2001 года, однако опасения по поводу микширования аудиозаписи, провокационный характер обложки альбома, некоторые проблемы с лейблом группы American Recordings, а также смена продюсера стали причинами переноса релиза альбома на 11 сентября. До этого, в 1990 году, группа Slayer подготовила видео на песню «Seasons in the Abyss», снятое в Египте. Клип был опубликован за несколько дней до начала войны в Персидском заливе. В первую неделю продаж God Hates Us All дебютировал на 28-м месте в чарте Billboard 200, разойдясь в количестве, превышающем 51 000 экземпляров. Альбом стартовал на 9-м месте в хит-параде Канады (Canadian Albums Chart) и на 18-м месте в Billboard Top Internet Albums. По состоянию на 16 августа 2006 года в Соединённых Штатах было продано 304 000 копий альбома.
God Hates Us All, в основном, получил положительные отзывы музыкальных критиков. На сайте Metacritic, рейтинг альбома составляет 80 из 100 на основании 12 отзывов. Один из критиков еженедельного рок-журнала Kerrang! Джейсон Арнопп оценил альбом на пять из пяти, отметив, что God Hates Us All «точно, самый внушительный и брутальный альбом Slayer со времен Seasons in the Abyss». Роб Кэмп, обозреватель журнала Rolling Stone, оценил альбом на три с половиной из пяти, а также написал, что этот альбом является «наиболее мощным релизом коллектива со времён издания бессмертного альбома Reign in Blood в 1986 году». Звучание альбома Кэмп описывал как «галопом скачущую двойную басс-бочку, сопровождающуюся мощнейшими барабанными залпами, переходящими на бешеные, зловещие пауэр-аккорды, и острые выпады соло, точные, быстрые, словно Формула-1». Рецензент журнала AllMusic Джейсон Бирчмаэр отнёс альбом к разряду классических, сравнив его с Reign in Blood, South of Heaven и Seasons in the Abyss и добавив, что «Slayer существенно переработали подход к творчеству со времён альбомов конца 80-х и начала 90-х, записав практически безупречный альбом, как и в первые годы существования группы». Критик журнала Metal Hammer отмечал, что God Hates Us All — это потрясающее подтверждение того, что Slayer снова одержимы дикой резкостью трэш-метала, неведомой ни одной другой группе. На этот раз они пошли ещё дальше, и их фирменная язвительная лирика стала ещё более личностной, почти забравшись на блюзовую территорию, и это очередной триумф.
Однако не все критики дали альбому положительные оценки. Рецензент и основатель сайта Blabbermouth.net Бориводж Крин охарактеризовал альбом God Hates Us All как «очередную неудачную попытку группы изобрести что-то новое». По его мнению, лидер группы Кинг наименее «изобретательный из двух авторов песен альбома. Так как Кинг всё ещё оставался основным автором песен, в альбоме прослеживался всё тот же стиль, который звучит устало и натянуто». Крин также подверг критике Арайю, сказав что «его не изменившийся стиль вокала однообразен, лишён творчества, а иногда и неприятен для слуха». Крин оценил альбом на 6 из 10 и закончил обзор, добавив: «продажи альбомов Slayer резко уменьшаются. В США было продано менее 300 000 копий альбома Diabolus in Musica, в то время, как прежние альбомы продавались в количестве 600—700 тысяч копий». Критик посчитал это знаком того, что группа «отчаянно нуждается в переосмыслении собственного творчества». Критик из The Washington Post довольно противоречиво описал альбом, сказав:
«Конечно, то, что говорят музыканты Slayer, не может быть настолько важно, как то, каким образом они это говорят: в риффах слишком много овердрайва и дёрганья, и это обдуманное решение. Если играть их нормально, то песни вроде «Exile» сойдут за песни Motorhead, пропущенные через лезвия газонокосилки, что приводит к недооценке группы Slayer; гитарист Керри Кинг активно борется с тем звучанием, которое естественным образом возникает при исполнении тяжелого рок-н-ролла».
Оригинальный текст (англ.) Of course, what Slayer says isn't supposed to be nearly as important as how it says it: The riffs are all overdriven and suffocating, and that's a conscious decision. In its simplest form, a song like "Exile" could pass for Motorhead pushed through the blades of a lawn mower, but that's selling Slayer short; guitarist Kerry King actively fights the groove that naturally comes from playing heavy rock-and-roll.— Чак Клостмэн, критик журнала The Washington Post . 19 Сентября 2001
Песня «Disciple» была номинирована на премию Грэмми в номинации «Лучшее метал-исполнение». Это была первая номинация группы, на 44-й ежегодной церемонии «Грэмми». Члены группы не рассчитывали на победу и не думали о церемонии награждения, считая что быть просто номинированными это уже «круто». Церемония состоялась 27 февраля 2002 года, однако в номинации победила группа Tool с песней «Schism».

## Концертный тур и уход Пола Бостафа из группы
После записи нового диска группа отправилась в европейский тур Tattoo the Planet вместе с такими группами, как Pantera, Biohazard, Vision of Disorder и Cradle of Filth. Сразу после завершения европейских гастролей коллектив начал God Hates The World Tour в поддержку альбома God Hates Us All. Тур начался 29 октября 2001 года с концерта в Новом Орлеане, после чего Slayer дали порядка 30 концертов в городах восточного побережья и центральной части США, а также 2 концерта в Канаде.
У барабанщика группы Пола Бостафа была хроническая травма локтя, которая впоследствии сильно отразилась на его игре и помешала продолжить карьеру барабанщика. В результате, музыкант принял решение покинуть группу перед Рождеством 2001 года. Его последним записанным выступлением с группой — по крайней мере, до мая 2013 года — стал концерт на сцене The Warfield Theatre в Сан-Франциско. После ухода, барабанщик некоторое время не рассматривал варианты музыкальной карьеры, сравнив уход из группы с «расставанием с девушкой». По словам Бостафа, он не жалел о времени, проведённом с группой и описывал этот период как золотой час в своей карьере. Без барабанщика группа не была способна закончить концертный тур в поддержку альбома God Hates Us All. В результате, Кинг связался с первым барабанщиком Slayer Дэйвом Ломбардо, спустя почти десять лет после его ухода из группы, и предложил ему играть остаток тура, на что Ломбардо ответил согласием и играл для остальных 21 шоу, однако не остался в группе на постоянную работу.
После тура группа объявила о том, что ищет постоянного барабанщика. Заинтересованные фанаты сразу же начали отправлять группе свои резюме с записями исполнений «Disciple», «God Send Death», «Stain of Mind», «Angel of Death», «Postmortem/Raining Blood», «South of Heaven», «War Ensemble» и «Seasons in the Abyss». Группа прослушала сотни демозаписей и разделила их на две части — «good pile» (хорошая куча) и «ungood pile» (плохая куча), причём часть «ungood» была гораздо больше. Участников, чьи записи понравились группе, музыканты пригласили на прослушивания в Даллас, Сан-Франциско и Пеорию, однако многие приглашённые не смогли принять участие в прослушивании из-за расходов на полёт. Группа прослушивала около двух или трёх барабанщиков в день и лучшим оказался один из участников, рекомендованных Ломбардо. Однако, в конечном счёте, группа решила пригласить самого Ломбардо, обосновав это тем, что они не могут найти более подходящего барабанщика, с которым стали бы работать. В итоге, Ломбардо вновь присоединился к Slayer, в составе которых принял участие в фестивалях по всему миру, в том числе и в поддержку альбома God Hates Us All, также он поучаствовал в записи альбома Christ Illusion 2006 года.

## Список композиций альбома
| №   | Название              | Текст песни         | Музыка         | Перевод названия  | Длительность |
| --- | --------------------- | ------------------- | -------------- | ----------------- | ------------ |
| 1.  | «Darkness of Christ»  | Керри Кинг          | Джефф Ханнеман | «Тьма Христова»   | 1:30         |
| 2.  | «Disciple»            | Кинг                | Ханнеман       | «Ученик»          | 3:35         |
| 3.  | «God Send Death»      | Том Арайа, Ханнеман | Ханнеман       | «Бог шлёт смерть» | 3:45         |
| 4.  | «New Faith»           | Кинг                | Кинг           | «Новая вера»      | 3:05         |
| 5.  | «Cast Down»           | Кинг                | Кинг           | «Угнетённый»      | 3:26         |
| 6.  | «Threshold»           | Кинг                | Ханнеман       | «Порог»           | 2:29         |
| 7.  | «Exile»               | Кинг                | Кинг           | «Изгнанник»       | 3:55         |
| 8.  | «Seven Faces»         | Кинг                | Кинг           | «Семь лиц»        | 3:41         |
| 9.  | «Bloodline»           | Арайа, Ханнеман     | Ханнеман, Кинг | «Родословная»     | 3:36         |
| 10. | «Deviance»            | Арайа, Ханнеман     | Ханнеман       | «Отклонение»      | 3:08         |
| 11. | «War Zone»            | Кинг                | Кинг           | «Военная зона»    | 2:45         |
| 12. | «Here Comes the Pain» | Кинг                | Кинг           | «А вот и боль»    | 4:32         |
| 13. | «Payback»             | Кинг                | Кинг           | «Расплата»        | 3:03         |

| №   | Название     | Текст песни    | Музыка         | Перевод названия   | Длительность |
| --- | ------------ | -------------- | -------------- | ------------------ | ------------ |
| 14. | «Scarstruck» | Кинг           | Кинг           | «Покрытый шрамами» | 3:29         |
| 15. | «Addict»     | Ханнеман, Кинг | Ханнеман, Кинг | «Наркоман»         | 3:41         |

Бонусные видеоматериалы с лимитированного издания 2002 года
- «Darkness of Christ» (интро)
- «Bloodline» (видеоклип)
- «Raining Blood» (концертная версия; записана 7 декабря 2001 на сцене The Warfield Theatre[англ.] [Сан-Франциско, Калифорния])
- Интервью / B-roll[англ.] Footage

## Позиции в чартах
| Чарт (2001)         | Высшая позиция |
| ------------------- | -------------- |
| Австралия           | 15             |
| Австрия             | 31             |
| Бельгия (Vl)        | 16             |
| Бельгия (Wa)        | 36             |
| Великобритания      | 31             |
| Венгрия             | 28             |
| Германия            | 9              |
| Дания               | 32             |
| Канада              | 9              |
| Италия              | 11             |
| Нидерланды          | 30             |
| Новая Зеландия      | 35             |
| Соединённые Штаты   | 28             |
| Финляндия           | 12             |
| Франция             | 25             |
| Швейцария           | 44             |
| Швеция              | 18             |
| Top Internet Albums | 18             |

## Участие в альбоме
В записи участвовали
- Том Арайа — вокал, бас-гитара[76]
- Джефф Ханнеман — гитара[77]
- Керри Кинг — гитара[76]
- Пол Бостаф — ударные[78]

Концертные выступления в поддержку альбома
- Дэйв Ломбардо — барабаны[76]

Персонал
- Мэтт Хайд[англ.] — продюсер, звукорежиссёр, сведение
- Дэн Маэр — звукорежиссёр
- Луис Марино — дизайнер, фотограф
- Рик Патрик — креативный директор
- Рик Рубин — исполнительный продюсер
- Рик Сэйлс — менеджер
- Эдди Шрайер — мастеринг